# Traquair House
Traquair House è un maniero situato nel piccolo paese di Innerleithen, a sud di Peebles, in Scozia, e pretende di essere la più antica casa ininterrottamente abitata di Scozia. Si tratta di un maniero fortificato piuttosto che di un castello vero e proprio, anticipando lo stile architettonico baronale scozzese, una corrente dell'architettura neogotica.
Il palazzo è costruito su un sito di caccia che i re scozzesi utilizzarono a partire dal XII secolo, anche se nessuna parte dell'edificio attuale può essere datata con certezza precedentemente al XV secolo.

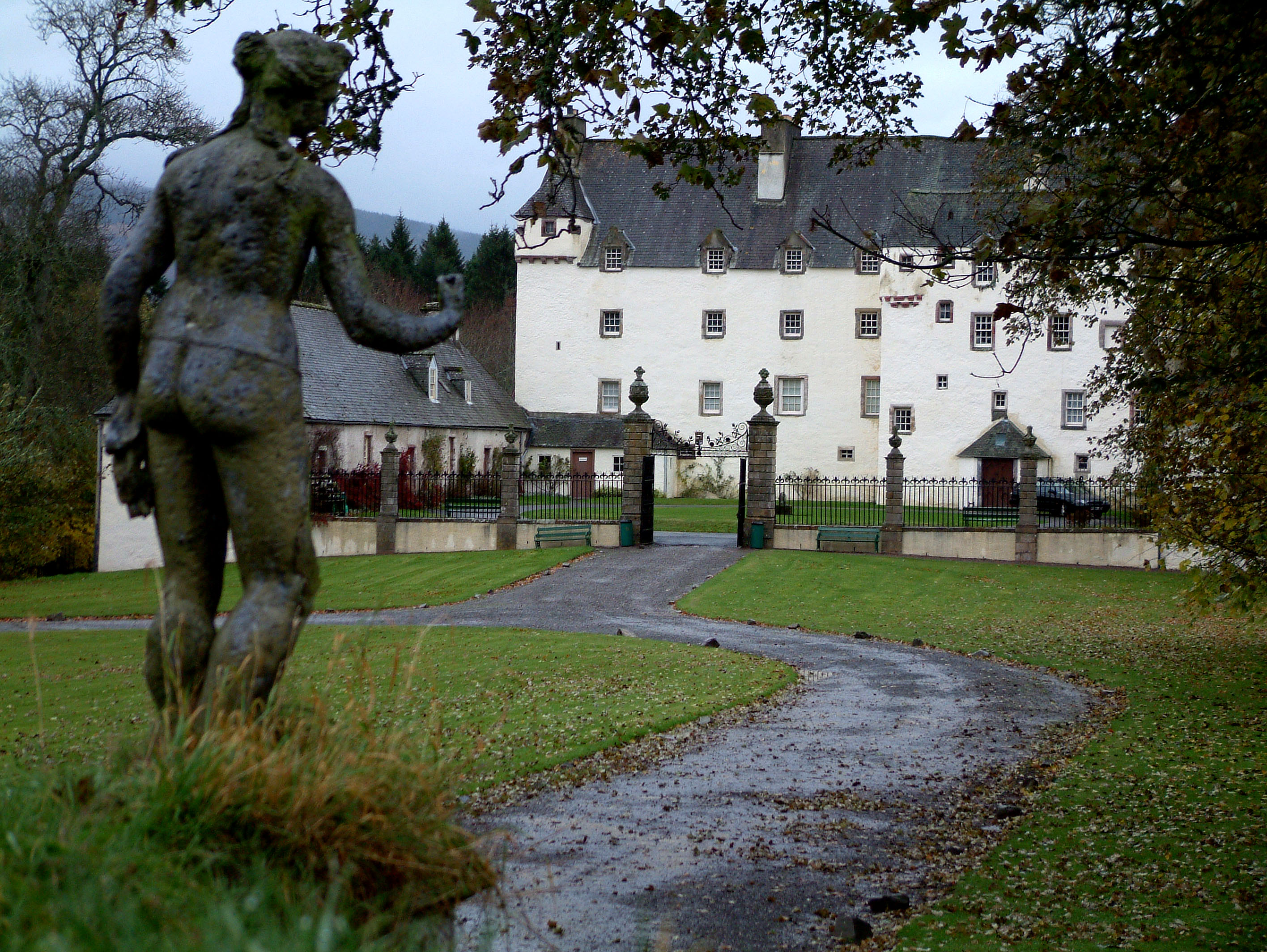
Traquair House nel 2006

## Era contemporanea

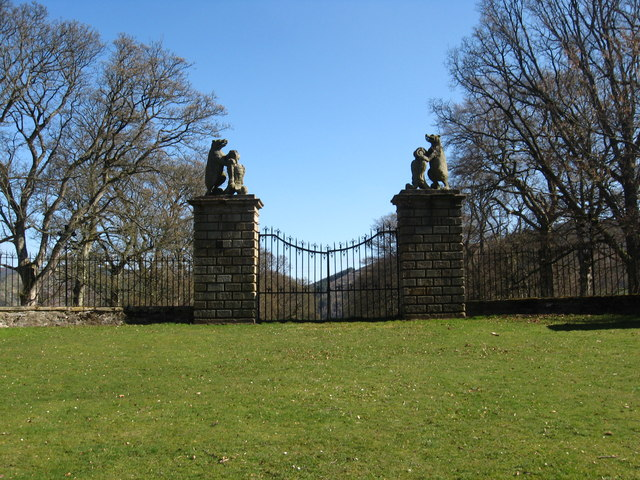
Steekit Yetts

Oggi la casa è aperta al pubblico, e conta fra le proprie attrazioni:
- Steekit Yetts, letteralmente cancelli chiusi, anche conosciuti come i cancelli dell'orso, che furono chiusi per l'ultima volta nel 1745 dall'esercito giacobita in marcia verso l'Inghilterra. La tradizione vuole che non saranno più aperti finché uno Stuart non siederà nuovamente sul trono di Scozia.
- Il birrificio della casa.
- Un letto nel quale si dice abbia dormito Maria Stuarda, regina di Scozia.
- Un recente labirinto di siepi.
- La fiera annuale di Traquair, che si svolge durante il primo fine settimana di agosto.
- Alcune reliquie di Maria Stuarda e dei giacobiti.
- La sala del museo ha un dipinto murale datato intorno all'anno 1530, uno dei più antichi della Scozia.

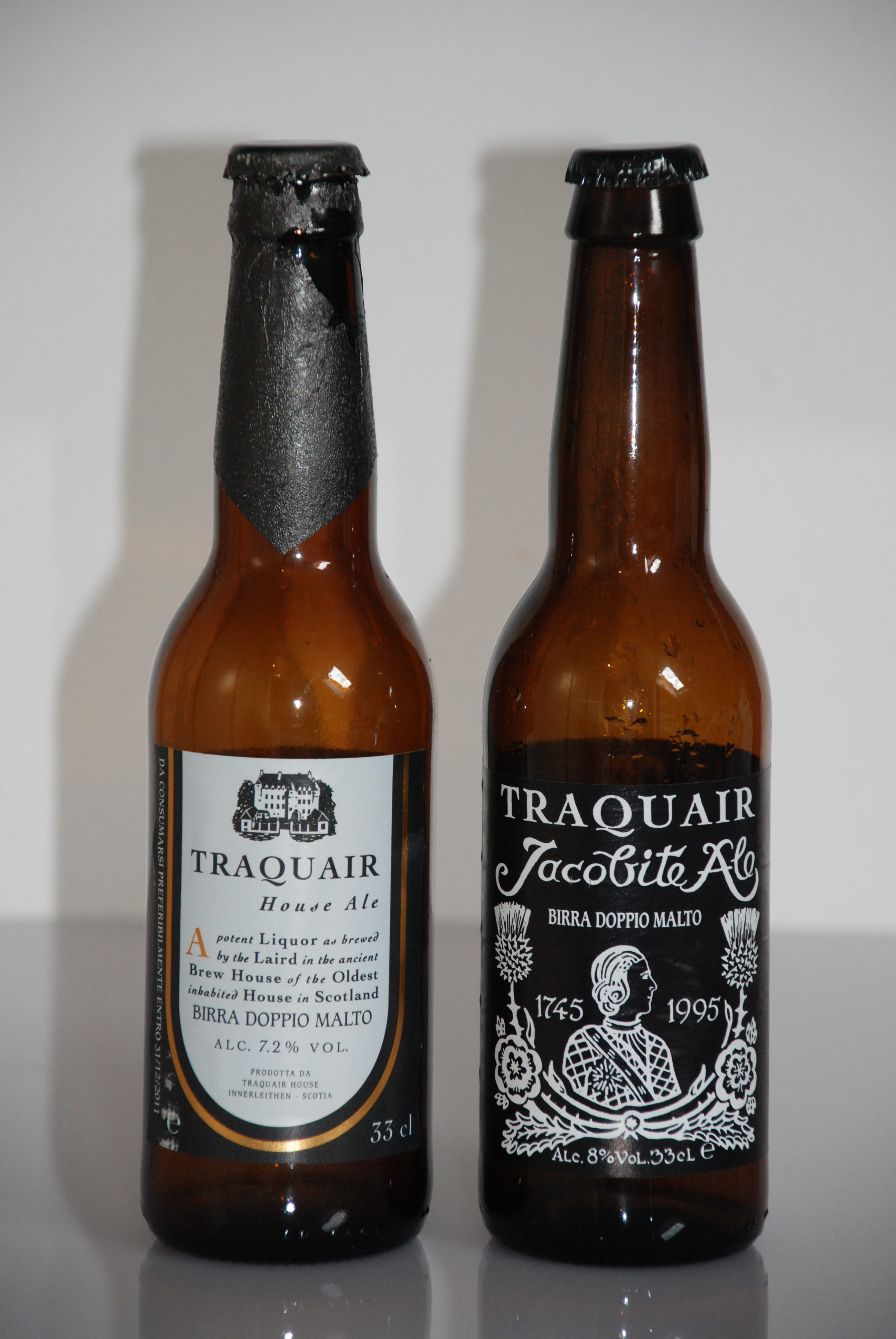
Due bottiglie di birra Traquair House: House Ale (sinistra) e Jacobite Ale (destra)

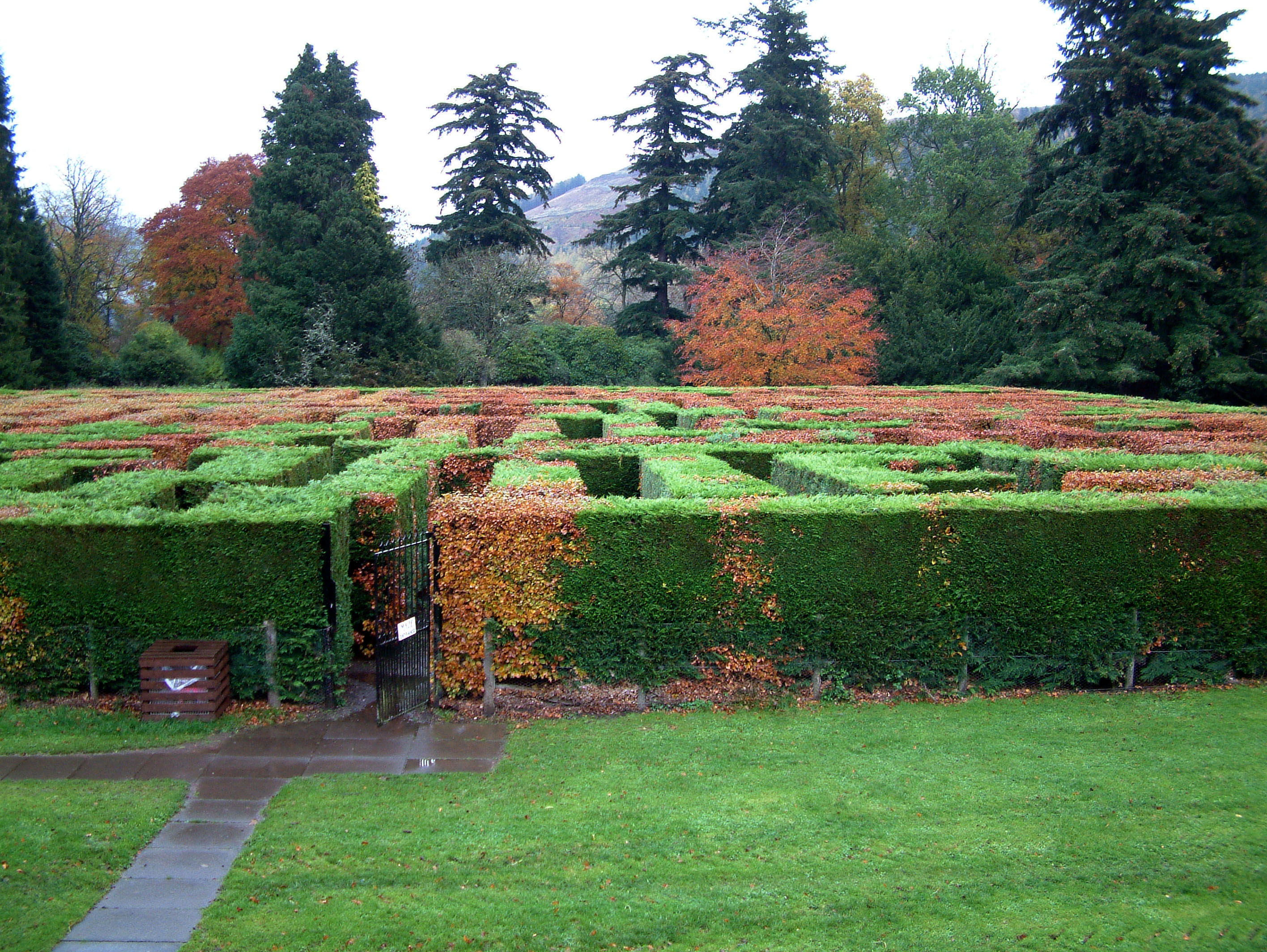
Il labirinto nei giardini di Traquair

## Traquair House Brewery
Il birrificio annesso alla casa era in origine inteso per la produzione domestica degli abitanti della villa nel XVIII secolo. Cadde in disuso poco dopo il 1800, ma le vasche e l'attrezzatura rimasero in attesa di essere riscoperte.

Il moderno birrificio di Traquair House è stato fondato nel 1965 da Peter Maxwell Stuart, ventesimo Laird of Traquair. A partire dalla sua morte, avvenuta nel 1990, il birrificio è stato gestito dalla moglie Flora e in seguito mantenuto dalla figlia Catherine Maxwell Stuart. Dal 1997 è una società a responsabilità limitata.

La produzione di birra a partire dal 1993 si attesta fra i 600 e i 700 barili l'anno (circa 200 000 bottiglie).

### Birre
Il birrificio produce diversi tipi di birra ad alta fermentazione.
- House Ale: è la prima birra prodotta dal nuovo birrificio a Traquair House, brassata per la prima volta nel 1964. Si tratta di una strong ale scura con 18,5 gradi Plato e 7,2% vol.[1][6]
- Jacobite Ale: una strong ale con 19,5 gradi Plato e 8% vol, brassata con l'aggiunta di coriandolo. Prende il suo nome dall'insurrezione giacobita del 1745.[1][6]
- Bear Ale: è la birra alla spina originale del Traquair House Brewery, disponibile in bottiglia dal 1996. È una amber ale con il 5% vol.[1]

#### Birre celebrative o non più prodotte
- Laird's Liquor: una scottish ale prodotta in onore dei Laird of Traquair che hanno brassato ale tradizionali a Traquair House per oltre cinque secoli, 6% vol.[1]
- Stuart Ale: bitter, 4,5% vol.[3][4]
- 900: un barley wine con 9% vol, creata per celebrare i novecento anni di Traquair House.[3][4]
- 1000th Brew: barley wine, 10% vol.[3][4]
- Traquair 2020, imbottigliata anche col nome di Traquair 2010: un barley wine con 10% vol. creato per celebrare il primo decennio del XXI secolo e da consumarsi prima che sia la fine del secondo decennio.[3][4]